# Сборная Ватикана по футболу
Сборная Ватикана по футболу (итал. Selezione di calcio della Città del Vaticano) — футбольная команда, представляющая Ватикан под контролем Ассоциации любительского спорта Ватикана, штаб-квартира которой находится в Ватикане, на площади Сан-Дамасо. Футбольная ассоциация Ватикана была основана в 1972 году. Нынешним президентом является Доменико Руджеро. Нынешним главным тренером является итальянец Массимилиано Страпетти.
Команда сыграла свой первый матч в 1985 году, одержав победу со счётом 3:0 над представителями австрийских журналистов. В 2018 году Ватикан также создал женскую сборную.

## История
В 2000 году Папа Иоанн Павел II создал спортивный департамент Ватикана с целью «возрождения традиций (спорта) в христианской общине». 
С самым маленьким населением среди всех стран (около 900 человек) сложно сформировать команду. Сборная Ватикана по футболу полностью состоит из сотрудников Ватикана: полицейских, почтовых работников, правительственных чиновников и членов Папской швейцарской гвардии, которая фактически является армией Ватикана, ответственной за защиту Папы. Поскольку большинство граждан Ватикана являются членами Швейцарской гвардии, их нельзя собрать в большом количестве в течение длительного времени. Поэтому национальная сборная сыграла лишь несколько редких международных матчей, часто привлекая изрядное количество заинтересованной прессы. В 2010 году Ватикан был приглашен Советом национальной федерации для участия в чемпионате мира VIVA . Как ожидалось, команда должна была принять участие, но не смогла сделать этого, потому что не смогли собрать список из 15 человек.  В общей сложности Ватикан сыграл только четыре полных международных матча против других стран, одну ничью и три поражения от Монако в 2002, 2011, 2013 и 2014 годах соответственно. 
В 2010 году Ватикан организовал команду для матча с Палестиной, однако это была не сборная Ватикана, а команда, составленная из римских священнослужителей. Таким образом, считать поражение в данной игре (1:9) как самое крупное в истории сборной было бы ошибкой. В том же году федерация футбола Ватикана сделала предложение известному тренеру Джованни Трапаттони возглавить сборную, но он, проведя в тренерском кресле папской сборной всего один матч, был вынужден отказать, сославшись на контракт со сборной Ирландии.
Из-за своих крошечных размеров собственное футбольное поле Ватикана находится за его пределами в Риме. Это — стадион Святого Петра, вмещающий не более 500 человек. Поэтому большинство своих матчей сборная Ватикана проводит на более вместительном стадионе Пия XII в Альбано-Лациале, который делит с клубом итальянской серии D «Альбалонга».
В Ватикане есть своя футбольная лига, в которой играют такие команды как «Сантос», «Музей Ватикани», «Жендармерия», «Гвардия» и т. д., всего 8 участников.